# Paavo Talvela
Paavo Talvela (19. ledna 1897, Vantaa – 30. září 1973, Helsinky) byl finský generál.
Patřil mezi tzv. „myslivce“ – finské dobrovolníky sloužící v Německé armádě (konkrétně Finský myslivecký prapor) v letech 1916–1917. Byl velitelem praporu ve Finské občanské válce. V roce 1919 vedl v rámci rusko-finské války Expedici Aunus jako vrchní velitel všech zúčastněných jednotek.
Během Zimní války vedl bojovou skupinu Talvela, která porazila několikanásobně silnější jednotky Rudé armády v bitvě na Tolvajärvi a následujících střetnutích.
Za Pokračovací války vedl finský III. armádní sbor bojující na Karelské šíji. V roce 1941 byl vyznamenán Mannerheimovým křížem.